# Southern Airways
Southern Airways fue una aerolínea de servicio local, una aerolínea regular certificada por la Junta Federal de Aeronáutica Civil (California Aeronautics Board) en Estados Unidos, desde su fundación por Frank Hulse en 1949 hasta 1979, cuando se fusionó con North Central Airlines para convertirse en Republic Airlines. La sede corporativa de Southern estaba en Atlanta, y sus operaciones se concentraban en el Aeropuerto Internacional Hartsfield-Jackson de Atlanta, cerca de Atlanta.
Tras una fusión con North Central Airlines en 1979, Southern se convirtió en Republic Airlines, que a su vez se fusionó con Northwest Airlines en 1986. Northwest Airlines se fusionó luego con Delta Air Lines en 2010.

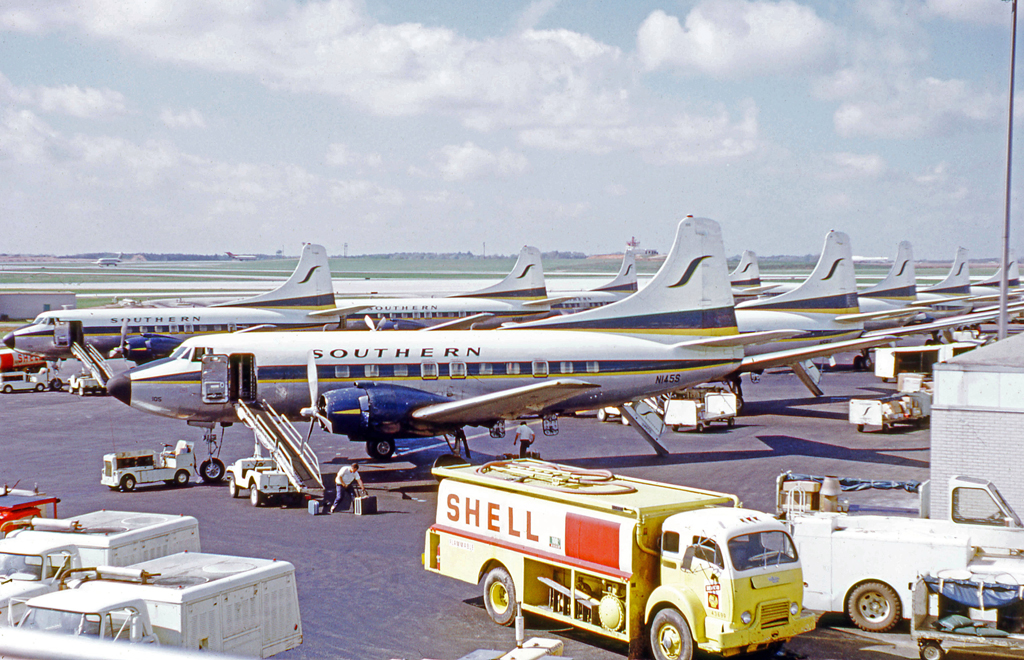
Nueve aviones Martin 4-0-4 en el centro de Atlanta en 1972 antes de partir en la ola de vuelos de la mañana.

## Historia
Como aerolínea de servicio local, Southern Airways cubría la región centro-sur de los Estados Unidos. En 1955, su red se extendía desde Memphis hacia el sur hasta Nueva Orleans y hacia el este hasta Charlotte y Jacksonville. En agosto de 1953, Southern volaba a 29 aeropuertos, y en agosto de 1967, a 50.
Como otras aerolíneas de servicio local, Southern era subsidiada; en 1962, sus "ingresos" operativos de 14,0 millones de dólares incluían 5,35 millones en "ingresos por servicio público".
En mayo de 1968, las rutas de Southern se extendían desde el Tri-Cities en Tennessee hacia el sur hasta Nueva Orleans y Jacksonville, y hacia el este desde Baton Rouge y Monroe hasta la costa en Myrtle Beach y Charleston. Más tarde, en 1968, surgió una ruta hacia el norte: tres vuelos entre semana con Douglas DC-9-10 desde Columbus, Georgia (CSG), sin escalas hasta Washington Dulles y luego hasta Nueva York LaGuardia. Estos vuelos se originaban en la Base Aérea Eglin, Florida (VPS), y también hacían escala en Dothan, Alabama.
Como la mayoría de las aerolíneas de servicio local, Southern operó únicamente con Douglas DC-3 durante sus primeros años. En 1961, comenzaron a incorporar 22 aviones Martin 4-0-4 de segunda mano para 40 pasajeros, adquiridos de Eastern Air Lines, aviones más modernos, presurizados y con escalerilla trasera ventral. El último vuelo programado en DC-3 fue en 1967.
Los primeros Douglas DC-9 serie 10, con capacidad para 65 a 75 pasajeros, llegaron en 1967, seguidos por los DC-9 serie 30, con capacidad para 85 a 95 pasajeros, en 1969. El último vuelo programado con un Martin fue el 20 de abril de 1978, de Atlanta a Gadsden, Alabama, y regreso.
Algunos DC-9 fueron comprados nuevos y otros usados; entre los usados había DC-9-14 provenientes de Delta Air Lines y Eastern Air Lines.Ambas aerolíneas habían adquirido originalmente estos aviones nuevos a Douglas.A diferencia de otras aerolíneas de servicio local, Southern no operó turbopropulsores (como los Convair 580 y Fairchild F-27 utilizados por otras compañías similares) durante las décadas de 1960 y 1970, pero para el momento de su fusión con North Central, Southern había reemplazado sus Martin 4-0-4 con varios Fairchild Swearingen Metroliner "Metro II" de 19 pasajeros.

### Década de 1970

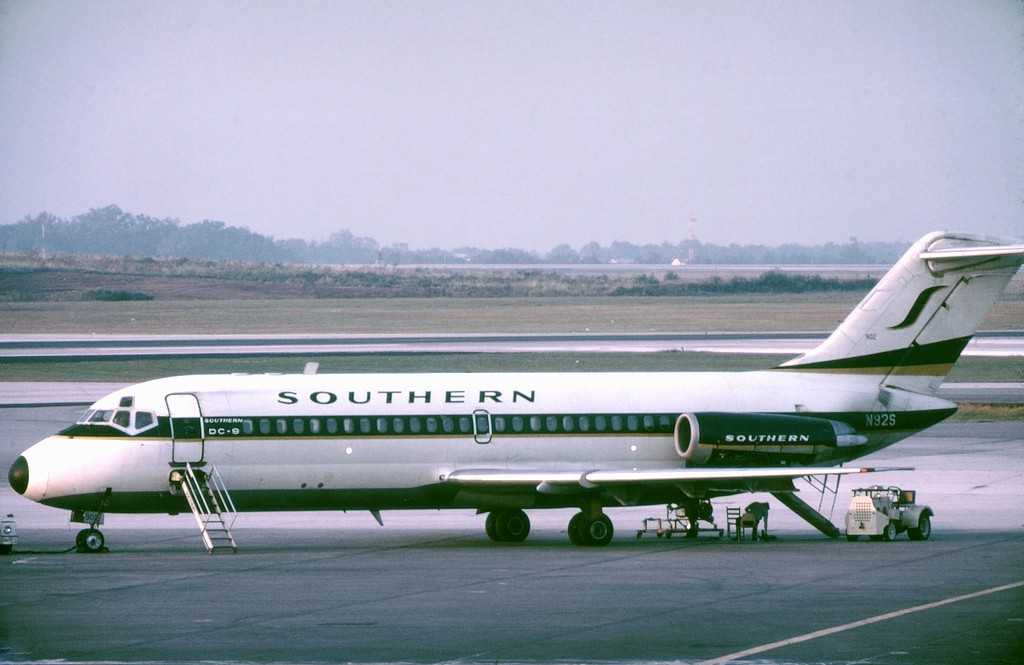
Douglas DC-9-15 en Atlanta en octubre de 1973

Para 1971, Southern Airways volaba a Nueva York y Chicago, y hacia el sur a Orlando y Miami. La regulación del gobierno estadounidense no permitía a Southern operar vuelos directos entre Nueva York o Washington D. C. y Atlanta, por lo que la aerolínea ofrecía vuelos sin escalas hasta Columbus (Georgia), y luego continuaban hacia Dothan (Alabama), Mobile (Alabama), Panama City (Florida), Base Aérea Eglin (Florida), y/o Gulfport/Biloxi (Misisipi). Muchos vuelos realizaban cinco o seis escalas intermedias en ruta.
Con más aviones DC-9, muchas rutas que antes se operaban con aviones de hélice pasaron a ser cubiertas con jets, conectando pequeñas ciudades con Atlanta y Memphis:
- Columbus (Georgia) hacia Washington D. C., con continuación a Nueva York.

- Meridian (Misisipi), a Birmingham (Alabama), Columbus (Misisipi) y Laurel/Hattiesburg (Misisipi).

- Tuscaloosa (Alabama) a Atlanta y Columbus (Misisipi).

- Muscle Shoals/Florence (Alabama), a Memphis (Tennessee) y Huntsville/Decatur (Alabama), con servicio continuo hacia el este hasta Atlanta.

- Greenville (Misisipi) a Memphis y Monroe (Luisiana), con continuación hacia el sur hasta Baton Rouge y Nueva Orleans.

- Columbia (Carolina del Sur) a Greenville/Spartanburg (Carolina del Sur) y Charleston (Carolina del Sur).

- Albany (Georgia) a Atlanta, Valdosta (Georgia), Dothan (Alabama) y Columbus (Georgia).

Un avión DC-9-14 operaba una ruta tipo "milk run" (con múltiples escalas) desde Miami a Orlando, Tallahassee, Panama City, Base Aérea Eglin, Mobile, Gulfport, Nueva Orleans, Birmingham, Atlanta, Huntsville, Memphis, St. Louis y Chicago Midway. El tiempo total de vuelo era de 14 horas y 32 minutos.
A mediados de la década de 1970, la red de Southern se había expandido a San Luis (Misuri), Detroit, Fort Lauderdale (Florida) y Gran Caimán en el Caribe, siendo esta última su única ruta internacional. En 1978, Southern se expandió hacia el oeste desde Memphis a Wichita (Kansas) y Denver (Colorado).
Southern Airways se autodenominaba la "Ruta de los Aristócratas"y usaba el eslogan "En Southern, nadie es de segunda clase" en sus comerciales de televisión. Eran famosos por sus promocionales vasos de chupito: durante un tiempo, cada año se lanzaban diseños diferentes. Los vasos originales de Southern son muy valorados por los coleccionistas de recuerdos de aerolíneas.
A principios de los años 70, antes de que se implementaran estrictas medidas de seguridad en los aeropuertos de EE. UU., varias aerolíneas sufrieron secuestros. El Vuelo 49 de Southern Airways, un DC-9 en ruta de Memphis a Miami, fue secuestrado el 10 de noviembre de 1972 durante una escala en Birmingham. Tres secuestradores abordaron el avión armados con pistolas y granadas de mano. A punta de pistola, tomaron el control del avión, con su tripulación de cuatro personas y 27 pasajeros, llevándolo a nueve ciudades estadounidenses, Toronto y finalmente a La Habana, Cuba. Durante el largo vuelo, amenazaron con estrellar el avión contra las instalaciones nucleares de Oak Ridge (Tennessee), exigieron hablar con el presidente Richard Nixon, y pidieron un rescate de 10 millones de dólares. Southern Airways solo logró reunir 2 millones. Finalmente, el piloto convenció a los secuestradores de aceptar los 2 millones cuando el avión aterrizó en Chattanooga para repostar. Al aterrizar en La Habana, las autoridades cubanas arrestaron a los secuestradores y, tras una breve espera, enviaron de regreso el avión, los pasajeros y la tripulación a Estados Unidos. Los secuestradores y los 2 millones de dólares se quedaron en Cuba.
Southern Airways contabilizó los 2 millones bajo una cuenta denominada "Pago por secuestro". Esta cuenta fue reportada como un tipo de cuentas por cobrar bajo "otros activos" en el balance de la empresa. La compañía sostuvo que podría recuperar el dinero del gobierno cubano, por lo que existía una cuenta por cobrar. Finalmente, el gobierno cubano reembolsó los 2 millones a Southern Airways, como parte de sus intentos por mejorar las relaciones con Estados Unidos.

### Dificultades y fusión

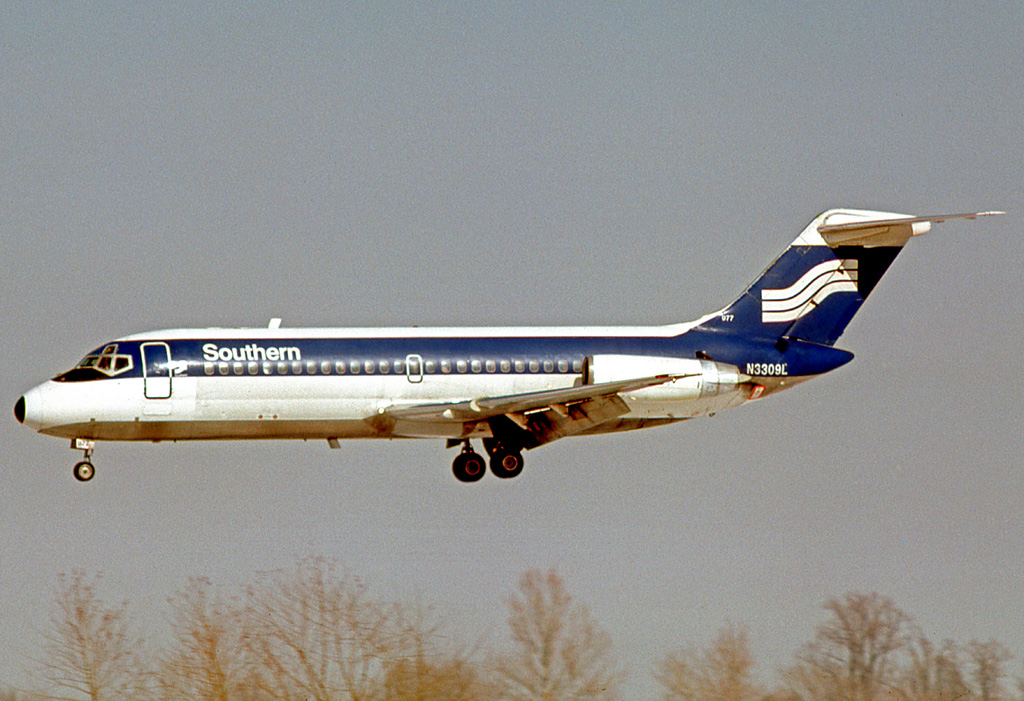
Douglas DC-9-14 con el esquema de colores final en el Aeropuerto Internacional de San Luis en febrero de 1978

A fines de la década de 1970, Southern Airways comenzó a enfrentar dificultades. Dos accidentes fatales (el vuelo 932 de Southern Airways, el 14 de noviembre de 1970, y el vuelo 242 de Southern Airways, el 4 de abril de 1977) afectaron negativamente el historial de seguridad que antes era excelente. La mejora de las autopistas, incluyendo el sistema de autopistas interestatales, junto con una mayor disposición de los pasajeros a conducir distancias mayores hacia aeropuertos con vuelos más convenientes o tarifas más bajas, hicieron que muchas de las rutas de Southern quedaran obsoletas. Además, el dramático aumento en el precio del combustible para aviones en los años 70 hizo que muchas de sus rutas dejaran de ser rentables.
El 1 de julio de 1979, Southern se fusionó con North Central Airlines para formar Republic Airlines, y así llegó a su fin la "Ruta de los Aristócratas". Republic adquirió luego a Hughes Airwest antes de ser comprada en 1986 por Northwest Airlines, la cual continuó operando muchos vuelos desde el antiguo centro de operaciones de Southern en Memphis. Northwest se fusionó con Delta Air Lines en 2008.

## Destinos
Estas ciudades se basan en los horarios de la aerolínea. Las ciudades servidas con aviones DC-9 están en negrita.
- Albany, Georgia

- Anderson, Carolina del Sur

- Anniston, Alabama

- Athens, Georgia

- Atlanta, Georgia (centro de operaciones)

- Augusta, Georgia

- Baton Rouge, Luisiana

- Biloxi, Misisipi (servida vía Gulfport, Misisipi)

- Birmingham, Alabama

- Bristol, Tennessee (servida vía el Aeropuerto Regional Tri-Cities en Tennessee)

- Bristol, Virginia (servida vía el Aeropuerto Regional Tri-Cities en Tennessee)

- Charleston, Carolina del Sur

- Charlotte, Carolina del Norte

- Chattanooga, Tennessee

- Chicago, Illinois (Aeropuerto Midway, luego Aeropuerto O'Hare)

- Clarksdale, Misisipi

- Clarksville, Tennessee

- Columbia, Carolina del Sur

- Columbus, Georgia

- Columbus, Misisipi

- Corinth, Misisipi

- Crossville, Tennessee

- Decatur, Alabama

- Denver, Colorado

- Detroit, Míchigan

- Dothan, Alabama

- Dyersburg, Tennessee

- Base Aérea Eglin, Florida (sirve a Fort Walton Beach, Florida y Destin, Florida)

- Fort Lauderdale, Florida

- Florence, Alabama (servida vía Muscle Shoals, Alabama)

- Gadsden, Alabama

- Gran Caimán, Islas Caimán (único destino internacional servido por Southern)

- Greenville, Misisipi

- Greenville, Carolina del Sur/Spartanburg, Carolina del Sur

- Greenwood, Misisipi

- Greenwood, Carolina del Sur

- Gulfport, Misisipi

- Hattiesburg, Misisipi

- Huntsville, Alabama

- Jackson, Misisipi

- Jackson, Tennessee

- Jacksonville, Florida

- Johnson City, Tennessee (servida vía el Aeropuerto Regional Tri-Cities)

- Kingsport, Tennessee (servida vía el Aeropuerto Regional Tri-Cities)

- Knoxville, Tennessee

- LaGrange, Georgia

- Laurel, Misisipi

- Macon, Georgia

- Memphis, Tennessee (centro de operaciones)

- Meridian, Misisipi

- Milwaukee, Wisconsin

- Minneapolis/St. Paul, Minnesota

- Mobile, Alabama

- Monroe, Luisiana

- Montgomery, Alabama

- Morgantown, Virginia Occidental

- Morristown, Tennessee

- Moultrie, Georgia

- Muscle Shoals, Alabama

- Myrtle Beach, Carolina del Sur

- Nashville, Tennessee

- Natchez, Misisipi

- Nueva Orleans, Luisiana (ciudad de enfoque)

- Nueva York, Nueva York (Aeropuerto LaGuardia)[9]

- Orlando, Florida (ciudad de enfoque)

- Panama City, Florida

- Paris, Tennessee

- Pascagoula, Misisipi

- Rockwood, Tennessee

- San Luis, Misuri

- Selma, Alabama

- Sheffield, Alabama (servida vía Muscle Shoals, Alabama)

- Shelbyville, Tennessee

- Tallahassee, Florida

- Tampa, Florida

- Tullahoma, Tennessee

- Aeropuerto Regional Tri-Cities en Tennessee (sirve a las ciudades de Bristol/Kingsport/Johnson City)

- Tupelo, Misisipi

- Tuscaloosa, Alabama

- Tuscumbia, Alabama (servida vía Muscle Shoals, Alabama)

- Union City, Tennessee

- University, Misisipi/Oxford, Misisipi

- Washington, D.C. (Aeropuerto Dulles)

- West Memphis, Arkansas (servida vía Memphis, Tennessee)

- Wichita, Kansas

- Valdosta, Georgia

- Vicksburg, Misisipi[10]

Las fechas de los horarios utilizados para compilar la lista anterior son: 1 de julio de 1950; 26 de septiembre de 1954; 1 de noviembre de 1960; 18 de junio de 1962; 1 de julio de 1964; 1 de junio de 1966; 3 de septiembre de 1968; 1 de diciembre de 1973; 1 de julio de 1974; 1 de julio de 1978; y 29 de abril de 1979.

## Flota
Southern Airways solía operar las siguientes aeronaves:
| Aeronave                        | Total | Introducido | Retirado | Notas                                |
| ------------------------------- | ----- | ----------- | -------- | ------------------------------------ |
| Beechcraft Model 18             | 17    | 1946        | 1964     |                                      |
| Douglas DC-3                    | 27    | 1949        | 1967     |                                      |
| Fairchild Swearingen Metroliner | 8     | 1977        | 1979     | Serie commuter "Metro II"            |
| Martin 4-0-4                    | 25    | 1961        | 1978     |                                      |
| McDonnell Douglas DC-9-14       | 25    | 1968        | 1979     |                                      |
| McDonnell Douglas DC-9-15       | 10    | 1967        | 1979     | Incluye dos variantes "Rapid Change" |
| McDonnell Douglas DC-9-31       | 9     | 1969        | 1979     |                                      |
| McDonnell Douglas DC-9-32CF     | 1     | 1978        | 1979     |                                      |

## Accidentes e incidentes
- 17 de junio de 1963 - Un Martin 4-0-4 de Southern Airways aterrizó de manera brusca provocando que el tren de aterrizaje delantero estalle. El tren de aterrizaje del avión colapsó.[13]
- 1 de enero de 1968 - Otro Martin 4-0-4 de Southern Airways se quedó corto en la pista, lo que provocó el colapso del tren de aterrizaje.[14]
- 14 de noviembre de 1970 - El vuelo 932 de Southern Airways, un Douglas DC-9-31, se estrelló mientras se aproximaba al Aeropuerto Huntington-Tri-State, Virginia Occidental, Estados Unidos, matando a sus 75 ocupantes.[15]
- 17 de febrero de 1971 - El vuelo 41 de Southern Airways, un Douglas DC-9-15, impactó contra un cable estático de una línea de transmisión eléctrica durante una aproximación al Aeropuerto Municipal de Gulfport. Se logró una aproximación frustrada y la aeronave aterrizó en Gulfport sin incidentes.[16]
- 10 de noviembre de 1972 - El vuelo 49 de Southern Airways, operado por un Douglas DC-9, fue secuestrado. Los tres secuestradores exigieron dinero. Hicieron escalas en Jackson, Detroit, Cleveland, Toronto, Lexington, Knoxville, Chattanooga, La Habana, Cayo Hueso y Orlando antes de regresar a La Habana, donde de entregaron los secuestradores.[17]
- 4 de abril de 1977 - El vuelo 242 de Southern Airways, un Douglas DC-9-31, se estrelló en New Hope, Georgia, Estados Unidos, tras un fallo de potencia en uno de sus dos motores, lo que causó la muerte de 63 ocupantes y 9 personas en tierra; 22 personas sobrevivieron al accidente.[18]